# Gare de Bouray
Gare de Bouray – przystanek kolejowy w Lardy, w departamencie Essonne, w regionie Île-de-France, we Francji.
Jest przystankiem Société nationale des chemins de fer français (SNCF), obsługiwanym przez pociągi Réseau express régional d'Île-de-France linii C.
Rocznie z usług przystanku skorzystało 1 366 200 pasażerów.

## Położenie
Znajduje się na km 39,705 linii Paryż – Bordeaux, pomiędzy stacjami Marolles-en-Hurepoix i Lardy, na wysokości 85 m n.p.m.

## Linie kolejowe
- Paryż – Bordeaux